# Cosme III de Mèdici
Cosme III de Mèdici o Cosme III de Toscana (Florència, Gran Ducat de Toscana 1642 - íd. 1723) fou un membre dels Mèdici que va esdevenir Gran Duc de Toscana entre 1670 i 1723.

## Orígens familiars
Va néixer el 14 d'agost de 1642 a la ciutat de Florència sent el fill primogènit del Gran Duc Ferran II de Mèdici i Victòria della Rovere. Fou net per línia paterna de Cosme II de Mèdici i Maria Magdalena d'Àustria, i per línia materna de Frederic Ubald della Rovere i Clàudia de Mèdici. Fou germà del cardenal Francesc Maria de Mèdici.

## Educació
Si bé el seu pare, persona interessada en la ciència i la literatura, hauria desitjat donar al seu fill una educació laica i científica, va cedir a les pressions de la seva esposa, dona beata, que exigí per a l'hereu una educació religiosa.
Aquesta elecció es va revelar desastrosa per al jove príncep i conseqüentment per a l'estat: Cosme va desenvolupar de fet un caràcter extremadament beat i la seva religiositat va arribar nivells patològics. Des de jove va rebutjar tots els passatemps i divertiments dels seus coetanis (la caça, el teatre, l'equitació) dedicant-se solament a les pràctiques devocionals, pelegrinatges i cants religiosos.
No obstant això, no va ser immune als interessos científics, que van caracteritzar a tota la branca granducal dels Mèdici. En particular, es va interessar per les ciències naturals, la botànica i la zoologia. Va patrocinar al metge Francesco Redi i, en les seves viles fora de la ciutat, es va dedicar a col·leccionar espècies botàniques i animals provinents de terres llunyanes, amb particular atenció, per les aberracions, el tòrrid i el grotesc molt al gust dels ideals barrocs, amb col·leccions de plantes i animals deformes. Una part de la seva col·lecció es troba avui en el Museu Nacional d'Antropologia i Etnologia de Florència, mentre queden traces pictòriques o arquitectòniques de les seves col·leccions a les viles mediceas de la Topaia i dell'Ambrogiana.

## El difícil matrimoni

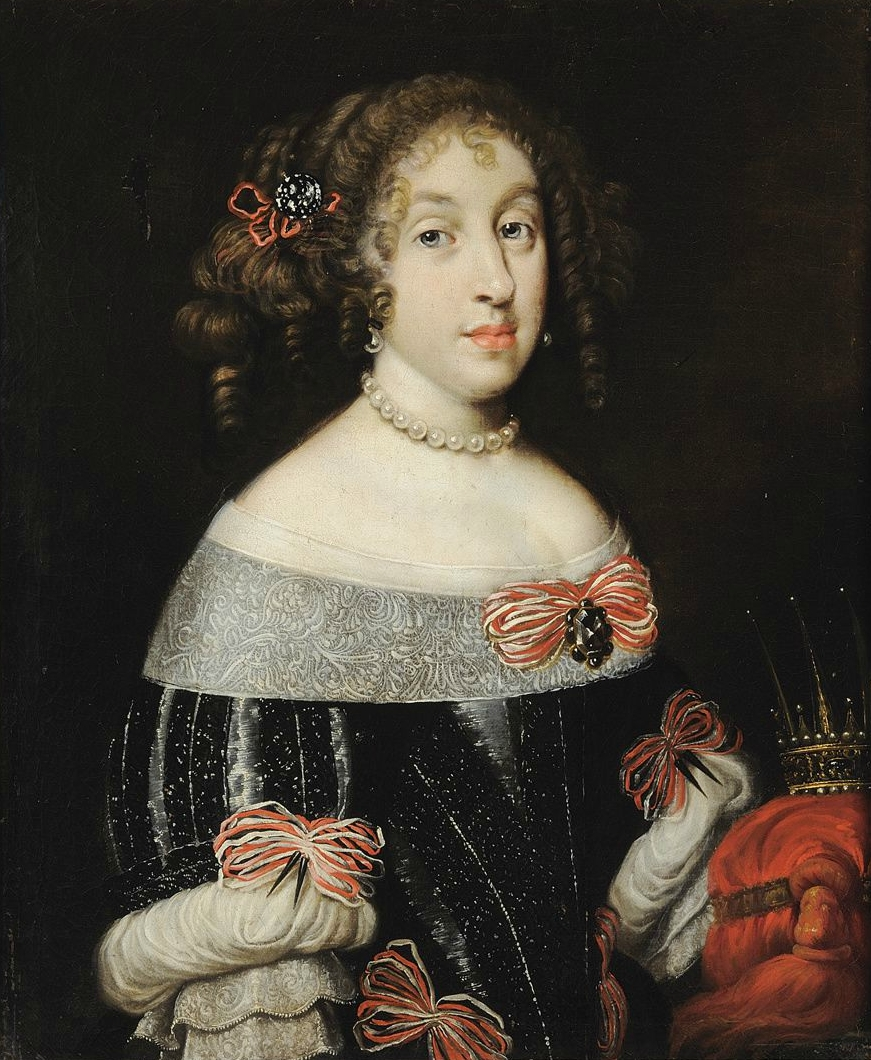
Retrat de Margarida Lluïsa d'Orleans.

El 1658 el gran duc Ferran II II va iniciar alguns sondejos a les corts europees amb l'objectiu de buscar una esposa al jove Cosme, esperant que el matrimoni pogués desprendre al seu fill del seu extremada religiositat. Al final l'escollida, després de llargs intents i maniobres protagonitzades pel cardenal Mazzarino (que desitjava el suport dels Mèdici per a les seves aspiracions a esdevenir papa) i Piero Bonsi, un frare toscà resident a París, va ser Margarida Lluïsa d'Orleans, filla de Gastó d'Orleans i Margarida de Lorena, neboda de Lluís XIII de França i cosina de Lluís XIV de França.
L'únic beneficiari del matrimoni, celebrat el 20 de juny de 1661 a la catedral de Florència, va ser Bonsi, el qual fou nomenat bisbe de Besiers i després cardenal com a recompensa pels seus esforços. El matrimoni, però, va ser un complet desastre, tant per a Mazzarino, mort aquell mateix any, com per als dos esposos. No era de fet possible esperar un bon resultat de la unió entre el beat i misàntrop Cosme i Margarida Lluïsa, dona culta, graciosa, de caràcter alegre i acostumada a l'entorn festiu de la cort francesa. El seu matrimoni de va caracteritzar pels continus litigis entre els cònjuges, per les fugides de la princesa a les viles dels Mèdici de Poggio a Caiano i Lappeggi; pels continus viatges de Cosme per Europa per a allunyar-se de la seva dona, i per breus períodes de reconciliació, durant els quals van néixer tres fills:
- Ferran de Mèdici (1663-1713), príncep hereu
- Anna Maria Lluïsa de Mèdici (1667-1743), casada el 1691 amb Johann Wilhelm von der Pfalz
- Joan Gastó I de Mèdici (1671-1737), Gran Duc de Toscana

## Els anys de regnat
El maig de 1670, a la mort de Ferran II de Mèdici, Cosme fou nomenat Gran Duc de Toscana. Els primers anys de regnat no van ser decebedors: el nou sobirà es va interessar personalment per l'administració i les finances de l'estat, animant als seus súbdits a dirigir-se a ell directament per a qualsevol petició. Aquest sistema no va durar molt i el nou gran duc va preferir tornar a les seves ocupacions religioses, mentre esclatava un forta rivalitat entre la gran duquessa i la gran duquessa mare pel poder.
El 1672 Margarida Lluïsa abandonà per a sempre el Palau Pitti per a refugiar-se a la vila de Poggio a Caiano i, el 1675 retornà definitivament a França on va morir el 1721. Els successius anys de govern de Cosme III van estar caracteritzats per la seva religiositat patològica, que va dur a la Toscana a la vora de la ruïna: es recorden, entre les decisions més extravagants, l'ordre de treure de l'Església de San Giovannino degli Scolopi l'espasa i l'elm de Guglielmino Ubertini, el bisbe guerrer de la diòcesi d'Arezzo mort a la batalla de Campaldino el 1289, que es trobava allí des dels temps de la batalla, perquè el gran duc no considerava convenient recordar a un bisbe dedicat a les armes; el retir de l'altar de la catedral de Florència de l'escultura de Baccio Bandinelli que representava a Adam i Eva nus perquè la considerava pornogràfica, i la prohibició de celebrar l'antiga festa del Calendimaggio.
Al costat d'aquestes disposicions ridícules però innòcues es van prendre altres de condicions encara més greus: es recorden els edictes contra els jueus, que fins a aquell moment havien gaudit a la Toscana, i especialment a Livorno, d'una gran tolerància (es va arribar a prohibir qualsevol contracte entre famílies catòliques i hebrees), i que van arribar a pressions inaudites per a induir-los al baptisme; la institució del Ufficio del Decoro Pubblico, dotat d'una guàrdia especial contra les prostitutes, els "amors il·lícits" i els sodomites; i una forta pressió fiscal sobre el poble.
Enfront de tanta pietat religiosa, feien contrast les exorbitants despeses del gran duc, finançats amb sempre noves taxes que gravaven sobre el poble (i on els religiosos estaven exempts), del fast de la cort amb la finalitat d'aparentar enfront dels visitants estrangers. Així destaca una gran festa en honor del rei Frederic IV de Dinamarca el 1709.
Cosme III havia tingut sempre a més l'ambició de transformar el gran ducat en regne. Per aquest motiu la major part dels ingressos s'anaven en despeses de representació. La correspondència de Cosme III amb els seus ambaixadors en Madrid, París, Viena i Londres va estar dominada per la mania d'obtenir l'anomenat "tractament regi" (aquest tractament consistia exclusivament en el fet que ell, de cara als altres reis, no hauria de treure's el barret). Quan Víctor Amadeu II de Savoia, sent solament un duc, va obtenir el dret al tractament regi, Cosme III va caure en una veritable i pròpia malaltia, inundant a les corts europees amb cartes de protesta en les quals afirmava que, en la jerarquia italiana, el Gran Ducat de Toscana sempre havia estat per davant del Ducat de Savoia. Finalment, per a Cosme III va ser com haver vençut en una guerra quan des de Viena, va ser autoritzat a usar la corona reial i fer-se anomenar "altesa reial", però en el transcurs de la seva vida va haver de solucionar diversos incidents diplomàtics amb els estats que contestaven el seu tractament regi. A més, no va deixar de gastar grans quantitats fins que va obtenir del papa el títol honorífic de "Canònic del Laterà".

## La descendència

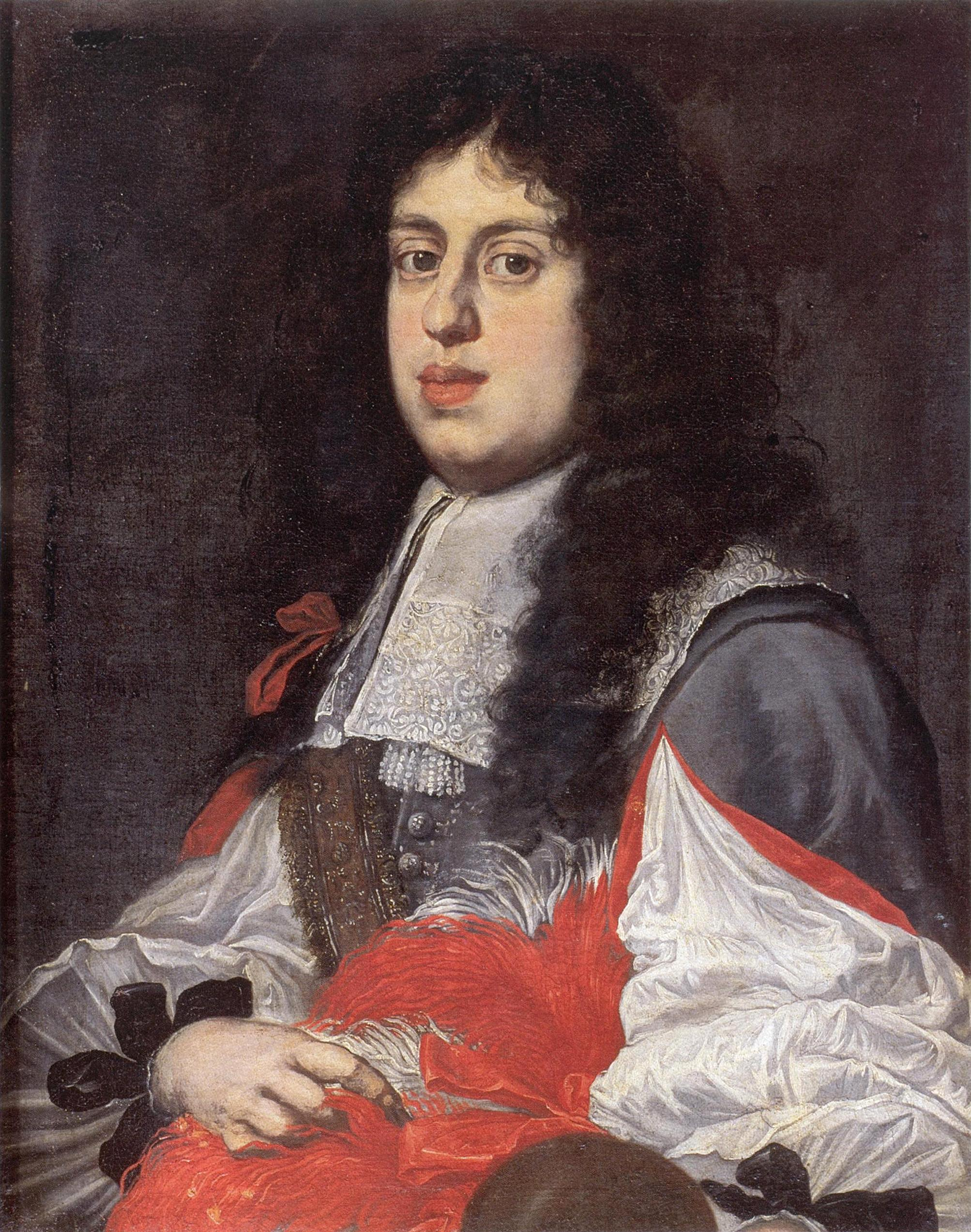
Cosme III de Mèdici, retrat de Giusto Sustermans (cap a 1660).

Fallida va ser també la seva política lligada al matrimoni dels seus fills: el 1689 Cosme III va obligar el seu fill primogènit, Ferran de Mèdici, a casar-se amb la princesa Violant Beatriu de Baviera, matrimoni infeliç que no va tenir fills: a part de l'hostilitat de Ferran vers a la seva dona, es va afegir la sífilis que l'hereu va contreure a Venècia i que el va dur a la demència i posteriorment a una prematura mort. Anna Maria Lluïsa de Mèdici va tenir un matrimoni feliç, però no tingué hereus, i el seu últim fill i herey, Joan Gastó I de Mèdici, tampoc aconseguí donar un hereu a la família.
Enfront del perill d'una possible extinció de la dinastia Mèdici, Cosme III va intentar un moviment desesperat, obligant al seu propi germà, Francesc Maria de Mèdici, a abandonar els hàbits cardenalicis i casar-se amb la princesa Elionor Lluïsa Gonzaga. La seva edat avançada i la seva precària salut tampoc aconseguiren aportar un hereu a la família.

## El problema de l'extinció de la casa
Amb la mort del primogènit Ferran (1713) i sent impensable que Joan Gastó I pogués tenir fills a causa de la seva suposada homosexualitat, la qüestió de la successió al tron del Gran Ducat de Toscana es va convertir en una qüestió europea, també pel fet que bona part del territori toscà, com l'antiga República de Siena i les capitanies de la Lunigiana, eren feus imperials.
Cosme III va proposar llavors que, a la seva mort, fos restaurada l'antiga República de Florència. El projecte va ser aprovat pel Regne Unit i les Províncies Unides, però el gran duc va portar a terme una imprevista marxa enrere, nomenant hereva a la seva filla Anna Maria Lluïsa en cas de mort de Joan Gastó. Aquest va ser l'inici d'una desesperada temptativa entre Cosme III i les potències europees que certament no consideraven dignes les propostes del vell gran duc. El 1718, després d'infinites temptatives en les quals van ser exclosos els diplomàtics dels Mèdici, va ser establert amb el Tractat de Londres que sense hereus legítims els Gran Ducat passés a Carles de Borbó. Al vell Cosme III li va ser negada fins i tot la petita satisfacció de rebre els Estat dels Presidis i el Principat de Piombino, territoris que havia demanat com contrapartida per a donar la seva conformitat al tractat.
Finalment Cosme III va morir el 31 d'octubre de 1723 a la ciutat de Florència.